# Assaut contre le manoir de Brécourt
Pour les articles homonymes, voir Brécourt (homonymie).
Seconde Guerre mondiale
Batailles
Opérations de débarquement (Neptune)
- Tonga (Deadstick, Batterie de Merville)
- Albany (Chicago, Manoir de Brécourt)
- Boston (Detroit)
- Utah Beach
- Omaha Beach (Pointe du Hoc)
- Gold Beach
- Juno Beach
- Sword Beach

Secteur anglo-canadien
- Caen
- Authie
- Perch (Villers-Bocage)
- Putot
- Bretteville-l'Orgueilleuse
- Norrey
- Mesnil-Patry
- Martlet
- Epsom
- Windsor
- Charnwood
- Jupiter
- Atlantic
- Goodwood
- Crête de Verrières
- Spring
- Bluecoat
- Totalize
- Tractable

Secteur américain
- Carentan
- Cotentin
- Cherbourg (Bombardement)
- Bataille des Haies (Elle, Saint-Lô, La Haye-du-Puits)
- Cobra
- Mortain

Fin de la bataille de Normandie et libération de l'Ouest
- Rennes
- Saint-Malo
- Brest
- Poche de Falaise
- Chambois
- Paris

Mémoire et commémorations
- Cimetières militaires de la bataille de Normandie
- Commémorations du 70e anniversaire
- Projet UNESCO de classement des plages

L’assaut du manoir de Brécourt est une bataille ayant opposé le 6 juin 1944 en Normandie des parachutistes de la 101e division aéroportée de l'US Army à des éléments de la Wehrmacht défendant une batterie d'artillerie. Exemple classique d'assaut permettant à une petite unité de s'emparer d'une position défensive tenue par une force supérieure en nombre, son efficacité tactique lui vaut d'être encore de nos jours enseigné dans certaines armées, notamment à l'Académie militaire de West Point.

## Contexte
Dans la nuit du 5 au 6 juin 1944 est déclenchée l'opération Neptune, phase d'assaut de l'opération Overlord. Composante de Neptune, l'opération Albany consiste à parachuter la 101e division aéroportée entre Sainte-Mère-Église et Saint-Côme-du-Mont en arrière d'Utah Beach, plage sur laquelle doit débarquer quelques heures plus tard la 4e division d'infanterie américaine. La mission des parachutistes est de sécuriser les quatre routes permettant un accès à la plage, de détruire diverses positions ennemies et de s'emparer de certains ponts, tout cela afin de faciliter le passage des troupes qui débarqueront sur Utah.

## Préparation

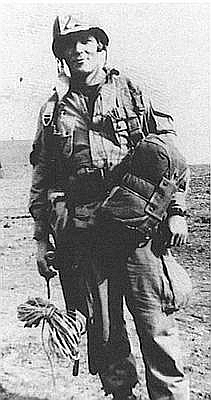
Richard Winters en 1942.

Le parachutage se réalise difficilement. Les hommes se retrouvent dispersés, parfois loin de leur zone de saut prévue, et passent une grande partie de la nuit à se regrouper. À l'aube, les parachutistes du 506e régiment d'infanterie parachutée (506th PIR) parviennent à se rassembler au hameau du Grand Chemin, sur la commune de Sainte-Marie-du-Mont. L'état-major de la division fait savoir au colonel Robert Sink, commandant le 506th PIR, qu'une batterie d'artillerie allemande pilonne la voie de sortie no 2 d'Utah Beach et empêche les troupes de la 4e division d'infanterie d'avancer. Le régiment est chargé de détruire la position ennemie afin de permettre le passage des fantassins. Le colonel Sink désigne pour cette mission le lieutenant Dick Winters. Chef d'une section de la Easy Company du régiment, celui-ci se retrouve propulsé à la tête de la compagnie à la suite de la mort pendant le parachutage du lieutenant Thomas Meehan qui la commandait jusqu'alors. Sans briefing et avec pour seule instruction de détruire les canons, initialement désignés comme étant des 88 mm, Winters effectue une reconnaissance vers 8 h 30 qui lui permet de localiser la haie derrière laquelle se cache la batterie mais ne lui laisse aucune idée sur le détail des forces en présence. De retour au Grand Chemin, il forme un groupe de treize hommes avec lesquels il va lancer l'assaut.
Arrivé à proximité des haies entourant un vaste champ au sud duquel se dresse le manoir de Brécourt, Winters et ses hommes se postent et ont enfin une meilleure vision du dispositif ennemi. Celui-ci est composé des hommes de la 6e batterie du 90e régiment d'artillerie servant quatre 105 mm leFH 18 reliés par un réseau de tranchées. Les canons, postés derrière la haie Est du dispositif sont défendus par plusieurs nids de MG42 cachés dans la haie Ouest et balayant le champ. Les soldats servant les mitrailleuses appartiennent vraisemblablement au 6e Fallschirmjäger Regiment du lieutenant-colonel Friedrich von der Heydte. Cette unité, basée à Carentan, est montée à Sainte-Marie-du-Mont après que l'unité chargée initialement de défendre la batterie a déserté en apercevant les parachutages. Cependant, il est possible que le dispositif compte également des hommes du Grenadier-Regiment 919 (709e division d'infanterie) et du Grenadier-Regiment 1058 (91e division d'infanterie) chargés du périmètre de Sainte-Marie-du-Mont. Le dispositif ennemi compte approximativement soixante hommes.

## Déroulement
Winters met en place son dispositif. Dans une haie face à celle où sont postés les canons, il place deux mitrailleuses M1919 servies par les soldats Joseph Liebgott, Cleveland Petty, John Plesha et Walter Hendrix. Les sergents Myron Ranney et Carwood Lipton passent sur le côté des canons et se postent au nord du champ pour établir une couverture couvrant aussi bien les pièces d'artillerie que les MG42 de la haie Ouest. Le lieutenant Buck Compton, le sergent Bill Guarnere et le soldat Donald Malarkey neutralisent un nid de mitrailleuse à l'entrée nord du réseau de tranchées, assurant ainsi une troisième couverture. Les trois éléments de couverture ouvrent un feu nourri afin d'affaiblir les défenses allemandes. Winters et le reste des hommes longent alors la haie sur les côtés des M1919 puis traversent le découvert en face des canons et entrent dans la haie pour s'introduire dans la tranchée.
Rapidement débordés, les Allemands du premier canon se replient en direction du canon suivant vers le sud. Les Américains peuvent alors détruire la première pièce d'artillerie avec un pain de TNT placé dans la gueule. La charge est amorcée avec une Stielhandgranate, les détonateurs prévus étant détenus par Lipton qui est alors bloqué sur sa position initiale,. En effet, les Allemands ont commencé à riposter depuis les positions de mitrailleuse à l'Ouest et depuis le second canon au sud. Le soldat Popeye Wynn est blessé et Joe Toye manque par deux fois d'être tué par des explosions de grenades. Progressant dans la tranchée, Winters s'empare ensuite avec ses hommes du deuxième canon à proximité duquel il découvre une carte indiquant l'emplacement de toutes les batteries d'artillerie positionnées dans le Cotentin,. Les deux M1919 ont rejoint la tranchée et sont maintenant chargées d'ouvrir le feu sur les MG42. L'assaut se poursuit en direction du troisième canon vers lequel est tué le soldat John Hall qui appartenait à la Able Company mais avait rejoint la Easy après avoir perdu son unité lors du parachutage. Après la destruction de la troisième pièce, Winters et ses soldats sont rejoints par le lieutenant Ronald Speirs de la Dog Company. Celui-ci mène l'assaut contre le quatrième canon en courant hors des tranchées avec ses hommes, s'exposant dangereusement au feu ennemi. Les quatre pièces d'artillerie étant détruites, la mission des parachutistes est accomplie et les soldats américains rompent le contact et rejoignent le hameau du Grand Chemin. Deux M4 Sherman sont chargés de détruire les mitrailleuses restantes dans la haie ouest et les derniers résistants allemands réfugiés dans le manoir.

## Conséquences
Grâce à l'action générale des parachutistes à l'arrière des terres et en particulier de la destruction des canons de Brécourt, les troupes débarquées à Utah Beach ne subirent que relativement peu de pertes. Le colonel Sink recommande le lieutenant Winters pour l'attribution de la Medal of Honor, en vain, celui-ci recevant cependant la Distinguished Service Cross. Plusieurs civils se trouvant à proximité du manoir de Brécourt sont touchés pendant les combats. Parmi eux, un homme du nom de Michel de Vallavieille est sévèrement blessé. Soigné en Angleterre, il retourne en 1945 à Sainte-Marie-du-Mont et en devient le maire en 1949. Sous son mandat, il crée le musée du débarquement Utah Beach.
La technique employée par Winters est d'une telle efficacité qu'elle est encore étudiée de nos jours. L'Académie militaire de West Point l'enseigne à ses cadets et la méthode de combat de l'infanterie de l'armée de terre française telle que définie dans le manuel d'emploi de la section d'infanterie (INF-202), avec ses phases d'appui, couverture, assaut et rupture de contact, se rapproche de la méthode employée à Brécourt.
La plupart des soldats impliqués dans l'assaut furent décorés pour leur action :
|  |  |  |

| Distinguished Service Cross |
| Richard Winters             |

|  |  |  |

| Silver Star  |              |               |               |                 |                 |
| Buck Compton | Buck Compton | Bill Guarnere | Bill Guarnere | Gerard Lorraine | Gerard Lorraine |

|  |  |  |

| Bronze Star     |                 |                 |                 |                 |                 |                   |                   |
| Carwood Lipton  | Carwood Lipton  | Robert Wynn     | Robert Wynn     | Cleveland Petty | Cleveland Petty |                   |                   |
| Walter Hendrix  | Walter Hendrix  | Donald Malarkey | Donald Malarkey | Myron Ranney    | Myron Ranney    | Julius Houck (+)  | Julius Houck (+)  |
| Joseph Liebgott | Joseph Liebgott | John Plesha     | John Plesha     | Joe Toye        | Joe Toye        | John D. Halls (+) | John D. Halls (+) |

|  |  |  |

| Purple Heart |             |                   |                   |                  |                  |
| Robert Wynn  | Robert Wynn | John D. Halls (+) | John D. Halls (+) | Julius Houck (+) | Julius Houck (+) |

## Culture populaire
- L'assaut du manoir de Brécourt est représenté dans l'épisode 2 de la série télévisée Band of Brothers qui retrace l'histoire de la Easy Company pendant la Seconde Guerre mondiale.
- La 6e mission du jeu vidéo Call of Duty se nomme Brécourt et consiste à capturer quatre canons défendus par des soldats allemands. La mission comporte certaines approximations par rapport à la réalité historique, les canons représentés étant des 88 mm et l'un se trouvant dans la cour du manoir. En revanche, le niveau inclut la saisie de documents allemands comme cela s'est déroulé en 1944.